# ChiARAMente
ChiARAMente è l'extended play d'esordio, pubblicato nel 2008 dalla Sony BMG e vede l'esordio discografico del gruppo vocale italiano Aram Quartet, vincitori del talent show X Factor andato in onda su Rai 2.
Il gioco di parole del titolo ChiARAMente mette in evidenza oltre che al loro nome il brano con cui hanno vinto X-Factor, la Chi (Who) scritta per l'occasione da Morgan e dal loro vocal coach Gaudi. Oltre all'inedito Chi (Who) sono presenti nell'EP nove cover di alcuni brani interpretati durante la trasmissione che li ha visti vincitori: Pinball Wizard (The Who), Se bruciasse la città di Giancarlo Bigazzi, Enrico Polito e Totò Savio (lanciata da Massimo Ranieri, Walk On The Wild Side di Lou Reed, Bohemian Rhapsody dei Queen, Un'emozione da poco di Guido Guglielminetti e Ivano Fossati (lanciata da Anna Oxa), The Logical Song dei Supertramp, Per Elisa di Alice, Giusto Pio e Franco Battiato, Under Pressure di David Bowie e dei Queen e infine Is There Something I Should Know? dei Duran Duran.
L'EP ha debuttato al nono posto della classifica nazionale della FIMI; il disco non ottiene un buon riscontro nelle vendite.

## Tracce
1. Pinball Wizard – 3:04
2. Se bruciasse la città – 3:05
3. Walk on the Wild Side – 3:19
4. Bohemian Rhapsody – 1:47
5. Un'emozione da poco – 3:44
6. The Logical Song – 3:36
7. Per Elisa – 3:58
8. Under Pressure – 3:51
9. Is There Something I Should Know? – 3:52
10. Chi (Who) – 4:07

## Formazione
- Antonio Maggio - voce
- Raffaele Simone - voce
- Antonio Ancora - voce
- Michele Cortese - voce

Altri musicisti
- Stefano Cisotto - tastiera, programmazione, pianoforte
- Carlo Palmas - tastiera, programmazione
- Lucio Fabbri - viola, violino, basso, chitarra, tastiera
- Carlo Gargioni - tastiera, programmazione
- Antonio Petruzzelli - basso
- Roberto Gualdi - batteria
- Elvezio Fortunato - chitarra
- Morgan - basso
- Andrea Tofanelli - tromba
- Luigi Avellino - trombone
- Amedeo Bianchi - sassofono tenore

## Classifiche
| Classifica (2008)         | Posizione più alta |
| ------------------------- | ------------------ |
| Italian FIMI Albums Chart | 9                  |